# Twete
Eine Twete (auch Twechte, Twedge oder Twiete) ist eine kleine, im Regelfall nicht befahrbare Gasse oder ein Pfad. Zumeist handelt es sich um Querwege zwischen zwei Grundstücken, zwei Häusern oder zwei Straßen etc.; in der offenen Feldflur um Wege zwischen Hecken oder Feldern.

## Unterschiedliche Begriffe und Verbreitung
Verbreitet ist die Verwendung des Begriffs Twete vor allem in Nordrhein-Westfalen, dem südlichen Niedersachsen und der Magdeburger Börde; weiter im Norden (im Hamburger Raum) ist stattdessen der Begriff Twiete gebräuchlich, seltener auch der Begriff Tweute. In Süd-Niedersachsen finden sich neben Twete in heutigen Straßenbezeichnungen auch Twegte (Landkreis Schaumburg), Twetge (Landkreis Northeim), Twetsche (Landkreise Hameln-Pyrmont und Hildesheim), Twechte (Stadt Göttingen) sowie Twetje/Tweftje (Landkreise Hildesheim und Holzminden, Stadt Springe). In Celle ist der Begriff Zwische gebräuchlich.

## Straßenbenennung
Da es sich bei Tweten um kleine Gassen oder Pfade handelt, erhalten sie typischerweise keine offizielle Straßenbezeichnung, oftmals werden sie aber im Volksmund benannt, wobei die Namen meist Konnotationen etwa zu den Anwohnern („Bäckertwete“, „Hildebrandtwiete“), anliegenden Gebäuden („Posttwete“, „Twete zur Synagoge“) oder zum Erscheinungsbild („Brombeertwiete“, „Twete hinter der Mauer“, „Lüttke Twiete“) haben.
Da sich einige ursprüngliche Tweten im Laufe der Zeit zu Straßen entwickelt haben, findet man auch heute noch eine Reihe von amtlichen Straßennamen, die auf den Begriff Twete, Twiete bzw. Tweute zurückgehen. So existieren beispielsweise in Braunschweig 15 Straßenbezeichnungen, die auf „twete“ enden (→ Liste der Tweten in Braunschweig); das Hamburger Straßenverzeichnis umfasst sogar 110 Straßennamen, die den Begriff „Twiete“ enthalten. Bekannt sind etwa die Brandstwiete mit dem ehemaligen Sitz der Redaktion des „Spiegel“, die vom Chilehaus überspannte Fischertwiete, die durch den Innenhof des Sprinkenhofs verlaufende Springeltwiete oder die Knochenhauertwiete mit dem Versmannhaus. Straßennamen mit „Tweute“ existieren im Raum Brunsbüttel, etwa Wurtleutetweute. Weiterhin bestehen aber auch Abwandlungen wie z. B. „Twethge“.
Für Oerlinghausen wurde ein spezieller Historischer Rundgang unter dem Titel „Die Tweten“ (siehe unter Literatur) veröffentlicht.

## Vorkommen in der Literatur
Auch in der Literatur findet sich der Begriff „Twete“ / „Twiete“ häufiger, meist handelt es sich dann um einen Schauplatz unerfreulicher Vorgänge.
In Theodor Storms Erzählung Carsten Curator wird im ersten Satz ein „Haus an der Twiete des Hafenplatzes“ erwähnt, in seiner Novelle Von heut und ehedem ist von einer „engen sonnenlosen Twiete“ die Rede. Diese Twiete in Storms Heimatstadt Husum ist bis heute eine schmale Gasse vom Binnenhafen zur Großstraße.
In der „Ballade für Frank Wedekind“ von Klabund (Alfred Henschke) heißt es: „… Setzte in dunkler Twiete mich aus, ging in die Ulrikusgasse ins Freudenhaus …“.
Im Gedicht „Die Weihnachtsfeier des Seemanns Kuttel Daddeldu“ von Joachim Ringelnatz heißt es: „Die Weihnachtskerzen im Pavillon an der Mattentwiete erloschen.“.
In Friedrich Hebbels Gedicht „Mutter und Kind“ heißt es: „In der schmutzigsten Twiete vom garstigsten Rangen geblasen, …“
Auch in neueren Werken ist der Begriff der Twete zu finden: Im Jahr 1996 erschien der Roman „Toter in der Opfertwete“ (einer real in Braunschweig existierenden Straße, s. Opfertwete) von Dirk Rühmann. Die Handlung des 1998 veröffentlichten Fantasy-Romans „Das magische Erbe“ aus der Reihe „Das Schwarze Auge“ von Christel Scheja spielt unter anderem in den „verwinkelten Tweten von Nalleshof, in denen Gaukler und Tänzer die Menschen unterhielten und hübsche Burschen den jungen Frauen auffordernd zuzwinkerten“.